# Безкоштовне проти вільного

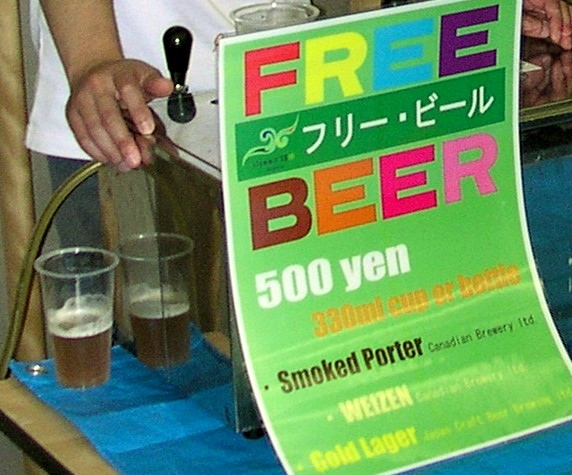
Безкоштовне пиво продається за 500 єн на iSummit 2008. Це суперечить звичному розумінню слова “безкоштовне” й натомість ілюструє принцип “вільне, як у свобода слова”: рецепт і етикетка відкрито доступні за ліцензією CC BY-SA.

Прикметник free в англійській мові зазвичай вживається в одному з двох значень: «безкоштовно» (gratis) або «вільний від обмежень» (libre). Ця двозначність може спричиняти труднощі в контекстах, де важливе чітке розрізнення, зокрема у правових питаннях, що стосуються використання інформації — як-от авторське право чи патенти. Терміни gratis і libre використовують для класифікації об’єктів інтелектуальної власності, зокрема програмного забезпечення, залежно від ліцензій і правових обмежень, які його супроводжують. Це має особливе значення в спільнотах, пов’язаних із вільним програмним забезпеченням, відкритим кодом і рухом вільної культури. Зокрема, таким чином розрізняють безкоштовне програмне забезпечення (freeware), яке не потребує оплати, та вільне програмне забезпечення, що надає користувачам право на використання, вивчення, модифікацію й поширення.
Засновник проєкту GNU та відомий прихильник вільного програмного забезпечення Річард Столмен просуває гасло: «Думай про свободу як про свободу слова, а не як про безплатне пиво».  Це означає, що варто мислити категорією libre, тобто свободи дій, а не лише gratis — відсутності вартості.

## Gratis
Слово «gratis» [ˈɡrɑːtɪs]  в англійській мові запозичене з низки романських і германських мов, а його коріння веде до латинської форми множини відмінків аблатива й дативу іменника першої відміни grātia. У цьому контексті воно означає «безкоштовно» — тобто коли щось надається без потреби платити, навіть якщо воно має певну цінність.
Прикладами товарів і послуг, що надаються безкоштовно, є:
- електронна пошта та сервіси для зберігання даних у межах визначеного обсягу, які пропонують платформи на кшталт Google; [2]
- багато медичних послуг у країнах на зразок Великої Британії, де система охорони здоров’я надає допомогу без оплати «на момент звернення» для населення; [3]
- рекламна продукція або зразки товарів, що безоплатно розповсюджуються серед потенційних клієнтів. [4]

## Libre
Слово Libre ( [ˈliːbrə] в англійську мову потрапило з романських мов і походить від латинського līber; його значення тісно пов’язане з поняттям свободи. Воно позначає «стан свободи» — у значенні волі або незалежності. Оксфордський словник англійської мови вважає слово libre застарілим,  однак воно знову почало обмежено вживатися.  На відміну від gratis, термін libre трапляється лише в небагатьох англійських словниках, хоча в мові фактично немає іншого прикметника, який би однозначно означав саме «свободу» без додаткового значення «безоплатності».

## Різниця між «безкоштовним пивом» та «свободою слова»
У розробці програмного забезпечення, де гранична вартість створення додаткової копії дорівнює нулю, розповсюдження програм безкоштовно є доволі поширеною практикою. Однією з ранніх і найпростіших форм такої моделі є freeware — програми, що поширюються без оплати та ліцензуються виключно для особистого користування. У цьому випадку розробник не отримує фінансової вигоди від користувачів.
З появою руху вільного програмного забезпечення були створені ліцензійні моделі, які надали розробникам більше свободи щодо поширення коду. Ці моделі отримали назви «програмне забезпечення з відкритим кодом» або «вільне та відкрите програмне забезпечення» (FLOSS, FOSS або F/OSS).
Оскільки англійське слово free не розрізняє «безкоштовність» і «свободу», у спільноті закріпилися вирази «вільне, як свобода слова» (тобто libre, вільне програмне забезпечення) і «вільне, як безплатне пиво» (тобто gratis, freeware).
Для багатьох учасників руху вільного ПЗ важливою є саме свобода користування програмою, внесення змін, адаптації та подальшого поширення — незалежно від того, чи передається вона безоплатно, чи за гроші. Саме тому чітке розрізнення між gratis і libre стало принциповим.
«Вільне програмне забезпечення» — це програмне забезпечення, яке поважає свободи користувачів і спільноти. Йдеться, зокрема, про свободу запускати програму, копіювати її, розповсюджувати, вивчати, змінювати та вдосконалювати. Отже, поняття «вільне програмне забезпечення» стосується свободи, а не ціни. Щоб краще це зрозуміти, слід мислити категорією «вільне, як свобода слова», а не «вільне, як безплатне пиво». Іноді ми називаємо таке програмне забезпечення libre, запозичуючи слово з французької або іспанської, щоб наголосити: мова йде не про безкоштовність, а про свободу.
— Фонд вільного програмного забезпечення 
Ці вирази — поряд із термінами gratis і libre — стали загальновживаними в галузях розробки програмного забезпечення та комп’ютерного права для позначення цього важливого розрізнення. Воно подібне до класифікації у політичній науці між позитивною та негативною свободою. Позитивна свобода, як і «безплатне пиво», означає рівний доступ до певного блага для всіх, безоплатно і незалежно від доходу — за умови, що це благо існує. Негативна свобода, як і «свобода слова», — це гарантія права користування чимось (у цьому випадку — мовленням) незалежно від того, чи існує якась вартість за це користування в конкретному випадку. 

## Використання у сфері відкритого доступу до наукових публікацій
Щоб відобразити реальні відмінності у рівні відкритості доступу, у 2006 році Пітер Субер і Стеван Гарнад — співавтори оригінального формулювання Будапештської ініціативи відкритого доступу — запропонували розмежування між gratis open access і libre open access. 
Gratis open access передбачає безкоштовний онлайн-доступ до матеріалів (на Вікіпедії це позначається відповідним значком ), тоді як libre open access означає не лише безкоштовний доступ, але й надання певних прав на подальше використання (відповідний значок —  ). 
Поняття libre open access відповідає визначенням відкритого доступу, наведеним у Будапештській ініціативі, Бетесдській заяві та Берлінській декларації про відкритий доступ до наукових та гуманітарних знань.
Права повторного використання у межах libre OA зазвичай визначаються конкретними ліцензіями Creative Commons.  Майже всі з них вимагають зазначення авторства оригінального джерела.  

### Порівняння з підходом у програмному забезпеченні
Первинне розрізнення між gratis і libre стосувалося програмного забезпечення (тобто коду), з яким користувач може зазвичай робити дві основні речі: 1. отримувати до нього доступ і користуватися ним, 2. змінювати його й повторно використовувати. Gratis означає, що код доступний для використання без цінового бар’єра, тобто безкоштовно. Libre натомість вказує на відсутність правових або ліцензійних обмежень — тобто користувач має дозвіл змінювати код і використовувати його повторно. Однак об’єктом руху за відкритий доступ є не програмне забезпечення, а опубліковані, рецензовані наукові статті. 
1. Доступність та використання вихідного коду. Для опублікованих наукових статей аргументи на користь безкоштовного доступу до їх тексту в Інтернеті (Gratis) є навіть сильнішими, ніж для програмного коду, оскільки у випадку програмного забезпечення деякі розробники можуть бажати безкоштовно поширювати свій код, тоді як інші можуть хотіти його продавати, водночас у випадку текстів опублікованих наукових статей усі їх автори, без винятку, поширюють їх безкоштовно: Ніхто не прагне отримувати гонорари чи винагороди від їх продажу. [10] Навпаки, будь-яке обмеження доступу для потенційних користувачів означає втрату потенційного наукового впливу (завантажень, цитувань) для дослідження автора — а працевлаштування, зарплата, підвищення та фінансування дослідників-авторів частково залежить від поширення та впливу їхніх досліджень.
2. Можливість модифікації та повторного використання вихідного коду. Для опублікованих наукових статей аргументи на користь дозволу на модифікацію та повторне використання є набагато слабшими, ніж для програмного коду, оскільки на відміну від програмного забезпечення, текст наукової статті не призначений для модифікації та повторного використання. (На противагу цьому, зміст наукових статей призначений і завжди призначався для модифікації та повторного використання: саме так прогресує наука.) Не існує авторських бар'єрів для модифікації, розвитку, розбудови та повторного використання ідей і висновків автора після їх публікації, доки автор і опубліковане джерело згадуються — але модифікації опублікованого тексту є іншою справою. Окрім дослівного цитування, наукові автори загалом не зацікавлені в дозволі іншим авторам створювати «компіляції» їхніх текстів. Дослідники-автори раді зробити свої тексти доступними для збору та індексування для пошуку, а також для видобування даних, але не для повторного використання в зміненій формі (без дозволу автора).